# Margarete Wittkowski

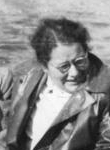
Margarete Wittkowski

Margarete Wittkowski (auch Grete Wittkowski, M. Witt, * 18. August 1910 in Posen; † 20. Oktober 1974 in Singen) war eine deutsche Wirtschaftswissenschaftlerin und  Politikerin (KPD, SED).
Sie war von 1961 bis 1967 stellvertretende Vorsitzende des Ministerrats und von 1967 bis 1974 Präsidentin der Staatsbank der Deutschen Demokratischen Republik.

## Leben

### Ausbildung und Beruf
Die Tochter eines jüdischen Kaufmanns besuchte in ihrer Geburtsstadt das Gymnasium und studierte von 1929 bis 1932 Volkswirtschaftslehre in Berlin. Bis 1931 engagierte sie sich in der zionistischen Bewegung. Sie emigrierte beim Machtantritt der Nationalsozialisten 1933 in die Schweiz. An der Universität Basel promovierte sie 1934 bei dem Philosophen Herman Schmalenbach mit einer staatswissenschaftlichen Arbeit über die Verflechtung deutscher Großbanken mit der Industrie in der Weimarer Republik zum Dr. rer. pol. Im November 1938 wurde sie in Zürich verhaftet und des Landes verwiesen. Wittkowski hielt sich aber noch bis im Frühjahr 1939 illegal in Basel auf, bevor ihr die Flucht nach England gelang.
In der Folgezeit untersuchte Margarete Wittkowski die Wirtschaftspolitik der faschistischen Staaten und veröffentlichte 1942 während des Zweiten Weltkrieges zusammen mit Jürgen Kuczynski ein Buch in englischer Sprache unter dem Titel Die Wirtschaftspolitik der Barbarei, Hitlers neue europäische Wirtschaftsordnung. Darin wurde mit dem politischen Mythos aufgeräumt, die Wirtschaft im nationalsozialistischen Deutschen Reich sei besonders effizient. Vielmehr wird die Ansicht vertreten, dass in den meisten Industriezweigen die Arbeitsproduktivität niedriger und die Rate an Arbeitsunfällen höher als vor 1933 sei, und dass Gewinnsteigerungen erzielt werden durch Monopolisierung, billige Rohstoffe eroberter Länder und Vernachlässigung der Konsumgüterproduktion sowie Beschneidung der Rechte der Arbeiter und Verlängerung ihrer Arbeitszeiten. Bald nach dem zunächst anscheinend erfolgreichen deutschen Überfall auf die Sowjetunion und unmittelbar nach dem Eintritt der USA in den Zweiten Weltkrieg warnten die Autoren vor den Schwierigkeiten, die der US-amerikanischen Wirtschaft erwachsen würden, wenn nach einem deutschen Sieg in Europa ein faschistisch ausgerichteter europäischer Wirtschaftsblock massiv billige Waren produziert und exportiert.
Nach Kriegsende kehrte Margarete Wittkowski nach Berlin zurück und arbeitete zunächst als Wirtschaftsjournalistin. Mit Kuczynski gründete sie die Wochenzeitung Die Wirtschaft und leitete zeitweise das Wirtschaftsressort der SED-Tageszeitung Neues Deutschland. Von 1950 bis 1954 übernahm sie leitende Aufgaben im Verband deutscher Konsumgenossenschaften, ab 1951 als Präsidentin.

### Partei
1932 trat sie in die KPD ein. Zwischen 1934 und 1938 pendelte Wittkowski zwischen Deutschland und der Schweiz und verlegte ihren Wohnsitz immer dann, wenn die Situation für sie zu gefährlich wurde. In Berlin war sie an der Herausgabe der Gewerkschaftszeitung der Revolutionären Gewerkschafts-Opposition (RGO) beteiligt. In der Schweiz engagierte sie sich in der Auslandsgruppe der KPD. Sie arbeitete bei den KPD-Zeitungen «Süddeutsche Volksstimme» und «Süddeutsche Informationen» als Redakteurin und unternahm für deren Vertrieb Kurierfahrten in den südbadischen Raum. Bis 1939 unterstützte sie von der Schweiz und von Frankreich aus, zeitweise unter dem Decknamen Hilde, in der Illegalität innerhalb Deutschlands journalistisch und als Kurier die Widerstandsarbeit ihrer Partei gegen den Nationalsozialismus. Im April 1939 siedelte sie nach Großbritannien über, dort wurde sie Organisationsleiterin der englischen Exilorganisation ihrer Partei. 1946 wurde sie Mitglied der SED und nach einem Lehrgang 1949/50 an der Parteihochschule und anschließendem Studienaufenthalt in Moskau wurde sie 1954 Mitglied des Zentralkomitees der SED.
Im Konflikt um eine Abschwächung des sozialistischen Prinzips vom Primat der Politik über die Ökonomie, eine stärkere Berücksichtigung betriebswirtschaftlicher Profitabilität und von Bedürfnissen der Bevölkerung in der Planung sowie eine Dezentralisierung wirtschaftlicher Entscheidungsprozesse nahm Margarete Wittkowski auf dem 29. Plenum des Zentralkomitees im November 1956 und danach die Position der Reformbefürworter um Karl Schirdewan und Ernst Wollweber sowie der Wirtschaftsfunktionäre Gerhart Ziller, Fred Oelßner und Fritz Selbmann ein. Deren politische Linie (Schirdewan-Wollweber-Fraktion) unterlag aber im Februar 1958 auf dem 35. Plenum des Zentralkomitees zunächst dem orthodoxen Kurs des Generalsekretärs Walter Ulbricht. Während daraufhin die meisten ihrer Mitstreiter ihre Ämter verloren, wurde Margarete Wittkowski lediglich vorübergehend zur Kandidatin des Zentralkomitees zurückgestuft. Als dann, wie auch im gesamten Ostblock nach 1961, wirtschaftliche Reformen beschlossen wurden, die in der DDR unter dem Namen Neues Ökonomisches System der Planung und Leitung umgesetzt werden sollten, war sie eine wichtige Vertreterin der neuen Wirtschaftspolitik in der Regierung. Ihr Partner an für Wirtschaftsfragen zuständiger Stelle im Politbüro der Partei war der Kuczynski-Schüler Werner Jarowinsky. Nach dem 11. Plenum des ZK der SED und dem Tod Erich Apels endeten in der DDR 1966 diese von ihr unterstützten wirtschaftspolitischen Reformbemühungen.

### Öffentliche Ämter
In der Deutschen Wirtschaftskommission, der von der Sowjetischen Militäradministration errichteten zentralen Steuerungsbehörde der Wirtschaft in der Sowjetischen Besatzungszone, übernahm Margarete Wittkowski 1948 Aufgaben einer stellvertretenden Vorsitzenden der Hauptverwaltung Planung. Von 1952 bis 1958 und von 1963 bis 1967 war sie Abgeordnete der Volkskammer der DDR. Von 1954 bis 1961 übernahm sie leitende Aufgaben in der Staatlichen Plankommission als stellvertretende Vorsitzende, Vorsitzender war Bruno Max Leuschner. Zudem amtierte sie 1953/54 kurzzeitig als kommissarische Ministerin für Handel und Versorgung.
Vom 9. Februar 1961 bis 14. Juli 1967 war Margarete Wittkowski als stellvertretende Vorsitzende des Ministerrats zuständig für den Bereich Handel, Versorgung und Konsumgüterproduktion und Stellvertreterin der Vorsitzenden Otto Grotewohl (bis 24. September 1964) und Willi Stoph. Ab 1967 bis zu ihrem Tod war sie Präsidentin der Deutschen Notenbank, ab 1. Januar 1968 Staatsbank der DDR. Sie gehörte ab 1972 erneut dem Ministerrat an. In diesen Ämtern war sie dafür verantwortlich, den Versorgungsbedarf der Bevölkerung zu ermitteln sowie Produktion, Einkauf und Verteilung von Verbrauchsgütern des täglichen Bedarfs und von Konsumgütern zu koordinieren bzw. Auslandsverschuldung und Ausgleich der Zahlungsbilanz zu überwachen.

### Grabstätte

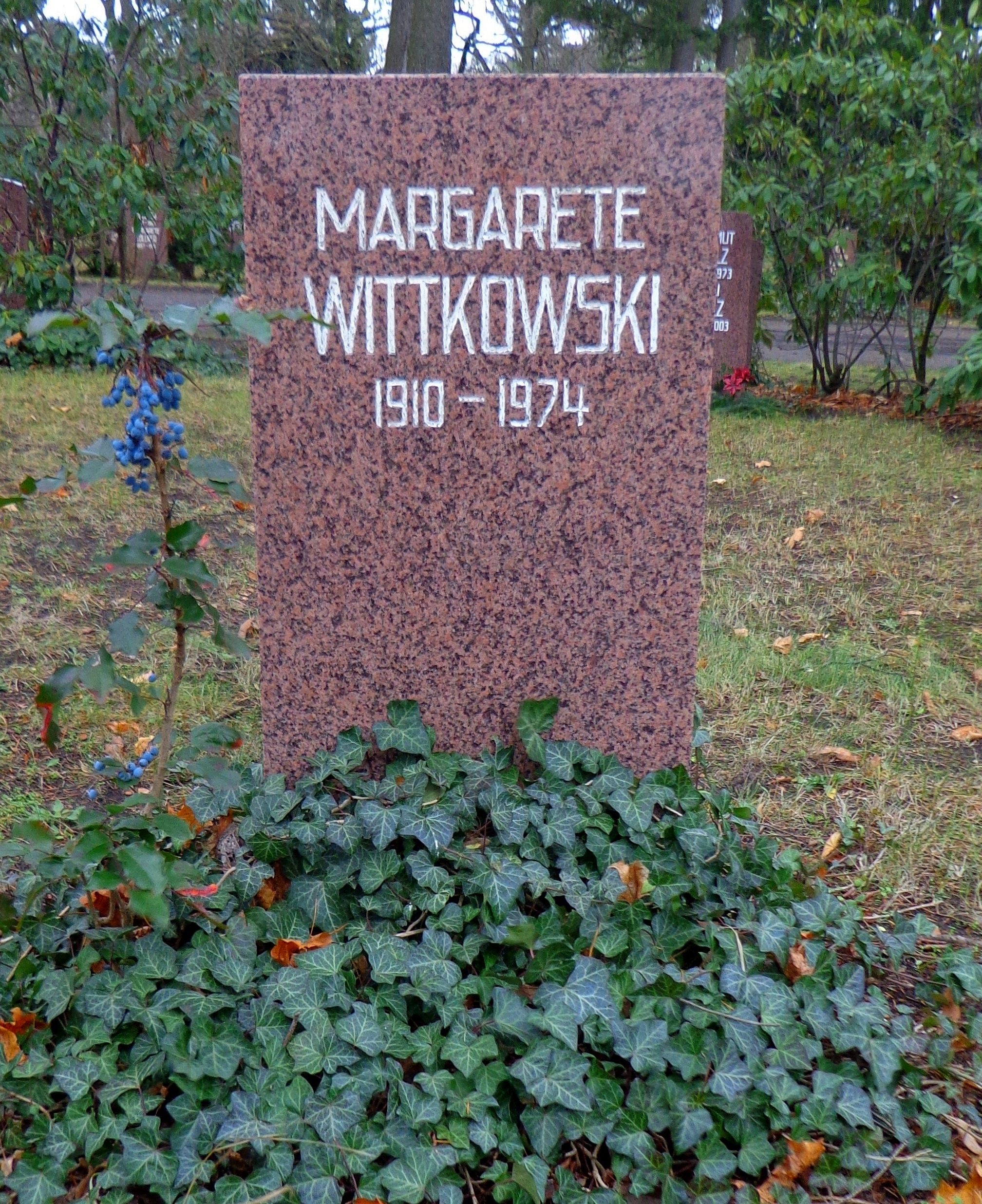
Grabstätte

Margarete Wittkowskis Urne wurde in der Grabanlage Pergolenweg des Berliner Zentralfriedhofs Friedrichsfelde beigesetzt.

## Zitat
„Dr. Margarete Wittkowski – Idealkommunistin aus deutsch-jüdischer Bürgerfamilie, wie Professor Liberman Studium bei Schmalenbach in Basel, später in englischer Emigration – ist zweimal aus obersten Gremien herausgedrängt worden: einmal (um 1950) wegen ihrer Westemigration, das andere Mal (1958) wegen ihrer ‚revisionistischen‘ Haltung in der Schirdewan-Selbmann-Oelssner-Krise. Man hat sie immer wieder geholt, man braucht solche Persönlichkeiten – genau wie die Sowjets im Jahr 1962 begriffen, daß sie den Rufer in der Wüste der Dogmatik, Liberman, den sie 1956 kritisiert hatten, brauchten – aber in die höchste Spitze läßt man sie ungern vordringen.“

## Darstellung in der bildenden Kunst der DDR
- Doris Kahane: Dr. Grete Wittkowski (1967, Gouache, 80 × 60 cm)[2]

## Schriften (Auswahl)
- Grossbanken und Industrie in Deutschland 1924 bis 1931. Dissertation Basel 1934, Hämeen Kirjapaino Tampere 1937.
- The Economics of Barbarism, Hitler's New Economic Order in Europe. Sternfeld & Tiedemann, London 1942, International Publishers, New York 1942 (unter Pseudonym M. Witt, zusammen mit Jürgen Kuczynski).
- Die deutsch-russischen Handelsbeziehungen in den letzten 150 Jahren. Verlag Die Wirtschaft, Berlin 1947 (zusammen mit Jürgen Kuczynski).
- Die Entfaltung der Masseninitiative in den Konsumgenossenschaften im Kampf um Frieden und Einheit und zur Erfüllung des Fünfjahrplans. VDK Verband deutscher Konsumgenossenschaften der DDR, 1952.
- Geburtstagsbrief an S. K. In: Die Weltbühne, Wochenschrift für Politik Kunst Wirtschaft, Heft 38, 69. Jahrg., Verlag der Weltbühne, Berlin 1974, (S.K.: Siegbert Kahn).